# Plac 18 Marca w Kołobrzegu
Plac 18 Marca w Kołobrzegu – skwer w śródmieściu Kołobrzegu

## Historia
Plac został wytyczony w 1880 roku po rozbiórce rawelinu Ujście (niem. Ravelin Münde) wchodzącego w skład umocnień obronnych twierdzy kołobrzeskiej. Został zaprojektowany przez ogrodnika Heinricha Martensa jako reprezentacyjny skwer miejski. Urządzono go w stylu ogrodu francuskiego z fontanną pośrodku. Wokół parku posadzono wiele różnych gatunków drzew, od strony dzisiejszej ul. Armii Krajowej postawiono pomnik upamiętniający żołnierzy niemieckich poległych na różnych frontach.
Przez wiele lat na cześć cesarza Wilhelma I nosił nazwę Placu Cesarskiego (niem. Kaiserplatz). Pod koniec lat 30. XX wieku został przemianowany na Plac Adolfa Hitlera (niem. Adolf Hitlerplatz).
Skwer przetrwał bitwę miejską z 1945 roku. Po wojnie nadano mu nazwę Placu 18 Marca. Został rewitalizowany. Posadzono wiele nowych drzew i krzewów. Na cokole dawnego monumentu żołnierzy niemieckich postawiono pomnik Wdzięczności Polskim Wyzwolicielom.
W 1967 roku przy placu od strony ul. Dworcowej został otwarty hotel Skanpol, który przez wiele lat był obok Pomnika Zaślubin Polski z morzem wizytówką miasta.

## Zabytkowy drzewostan
Na placu znajduje się wiele ponad stuletnich drzew i krzewów. Wśród nich duże skupisko cisów pospolitych. Rosnące tutaj buk strzępolistny, buk zwyczajny i kasztanowiec czerwony zostały uznane za pomniki przyrody.